# 숭선군
숭선군 이징(崇善君 李澂, 1639년 11월 11일(음력 10월 17일) ~ 1690년 2월 14일(음력 1월 6일))은 조선의 왕족으로, 인조의 다섯째 아들이자 서장남이며 어머니는 귀인 조씨이다.

## 생애

### 출생
본관은 전주(全州), 성은 이(李), 휘는 징(澂), 자는 징지(澄之)이다.
1639년(인조 17년) 10월 17일, 인조와 당시 내명부 정4품인 소원 조씨(昭媛 趙氏, 귀인 조씨)의 아들로 태어났다. 1646년(인조 24년), 숭선군(崇善君)으로 봉해지고 영국원종공신(寧國原從功臣)에 책록되었다. 1648년(인조 26년), 신익전의 딸인 영풍군부인 신씨(永豊郡夫人 申氏)와 혼인하였다.

### 왕자 시절

#### 김자점의 옥사
1651년(효종 2년) 11월, 숭선군의 누나인 효명옹주의 여종 중에 영이(英伊)라는 아이가 있었는데, 숭선군의 어머니인 귀인 조씨가 총애하여 숭선군의 곁에 두고 같이 살게하였다. 이로 인해, 숭선군의 부인인 신씨는 시어머니가 자신을 감시하기 위해 이러는 것이라 믿었다. 숭선군의 부인 신씨는 자의왕대비(장렬왕후)의 언니가 낳은 딸로, 신씨는 이모인 장렬왕후에게 이 일을 하소연 하였고, 장렬왕후는 영이를 불러 꾸짖었다. 영이가 '조귀인이 무당 앵무등을 불러 장렬왕후를 저주한다'고 뜻밖의 고변을 하였고, 귀인 조씨를 비롯하여 효명옹주와 옹주의 시할아버지인 김자점 등이 옥사에 연루되었다.
이 일은 대규모 옥사로 확대되어 수많은 궁녀들이 문초를 받았다. 귀인 조씨와 효명옹주 모녀가 국왕 부자와 장렬왕후, 인평대군 등을 저주하고 옹주의 시할아버지인 김자점 등과 결탁하여 역모를 꾸몄다는 고변의 내용에 따라 관련된 자들이 국문을 받고 처형되었다.
마침내 어머니인 귀인 조씨는 사사되고, 김자점은 참수되었으며 김자점의 손자이자 효명옹주의 남편인 낙성위 김세룡 또한 처형되었다. 효명옹주는 옹주의 작위를 박탈당했다. 이후 숭선군의 외할머니인 한옥(漢玉) 또한 처형되었다.
1652년(효종 3년), 숭선군 또한 역모에 가담하였다 하여 동생 낙선군과 강화 교동(喬桐)에 유배되었다. 이때 효종은 숭선군의 부인 신씨에게 남편의 유배지에 따라가도록 명하였다. 어머니를 잃은 숭선군은 아내에게 분노하였다.
 
이징(李澂, 숭선군)이 위리 안에서 그 아내 신씨(申氏)에게
 ‘네가 서울에 있을 때에는 자전(慈殿, 장렬왕후)의 세력을 믿고 나를 업신여기더니
 어찌하여 나를 따라왔느냐.’ 하고,
그 뒤로는 드디어 그 아내와 정을 끊고 함께 말하지도 않았다.
 — 《효종실록》 11권,
효종 4년(1653년 청 순치(順治) 10년) 7월 17일 (경진)
효종은 강원도 통천에 유배되어있던 효명옹주의 유배지를 옮겨 숭선군, 낙선군과 함께 있게 해주었다.

#### 방면 이후
홍우원, 송시열, 이경여 등 신하들이 무고함을 상소하여 유배 4년만인 1656년(효종 7년) 18세 때에 방면되었다. 이후 신덕왕후의 부태묘사(祔太廟事)로 모든 종친을 거느리고 예궐하여 세차례나 상소를 올린 끝에 윤허를 받아 역사를 집행하였다. 아내 신씨와의 사이에서 2남 4녀를 두었는데, 이 중 장남인 동평군은 숙종의 총애를 받았다. 또한 동평군은 남인과 연통하며 희빈 장씨의 총애를 받았고 사촌 누나인 서인 가문의 숙안공주 등과는 반목하였다.
1680년(숙종 6년), 현록대부 보사원종공신 1등에 책록되었다.

### 사망
1690년(숙종 16년) 1월 6일, 졸하였다. 숙종은 깊은 애도의 뜻을 표하고 앞으로 3년 동안 상을 마칠 때까지 봉록을 주라는 특명을 내렸다. 시호는 효경(孝敬)으로 추봉하였다. 묘소는 충청남도 공주시 이인면 오룡리 종산 해좌에 있는 숭선군묘이다.

## 가족 관계
| - 조부 : 원종(元宗, 1580 ~ 1619) - 조모 : 인헌왕후(仁獻王后, 1578 ~ 1626) - 부왕 : 인조(仁祖, 1595 ~ 1649) - 외조부 : 조기(趙琦, 1574 ~ ?) - 외조모 : 한옥(漢玉, ? ~ 1652) - 생모 : 폐 귀인 순창 조씨(廢 貴人 淳昌 趙氏, 미상 ~ 1651) - 누나 : 효명옹주(孝明翁主, 1638 ~ 1700) - 동생 : 낙선군 이숙(樂善君 李潚, 1641 ~ 1695) | - 장인 : 신익전(申翊全, 1605 ~ 1660) - 신흠의 아들 - 장모 : 조수임(趙壽任, 1607 ~ 1661) - 장렬왕후의 언니 - 부인 : 영풍군부인(永豊郡夫人) 평산 신씨(平山 申氏, 1639 ~ 1692) - 장녀 : 이효순(李孝順, 1659 ~ ?) - 장남 : 동평군 이항(東平君 李杭, 1660 ~ 1701) - 차녀 : 이철순(李哲順, 1661 ~ ?) - 차남 : 동성도정 이강(東城都正 李棡) - 3녀 : 이희순(李喜順, 1663 ~ ?) - 4녀 : 이종순(李終順, 1667 ~ ?) |

## 숭선군이 등장하는 작품

### 드라마
- 《궁중잔혹사 - 꽃들의 전쟁》 (2013, JTBC, 배우 : 오은찬)